# LeRoy Collins

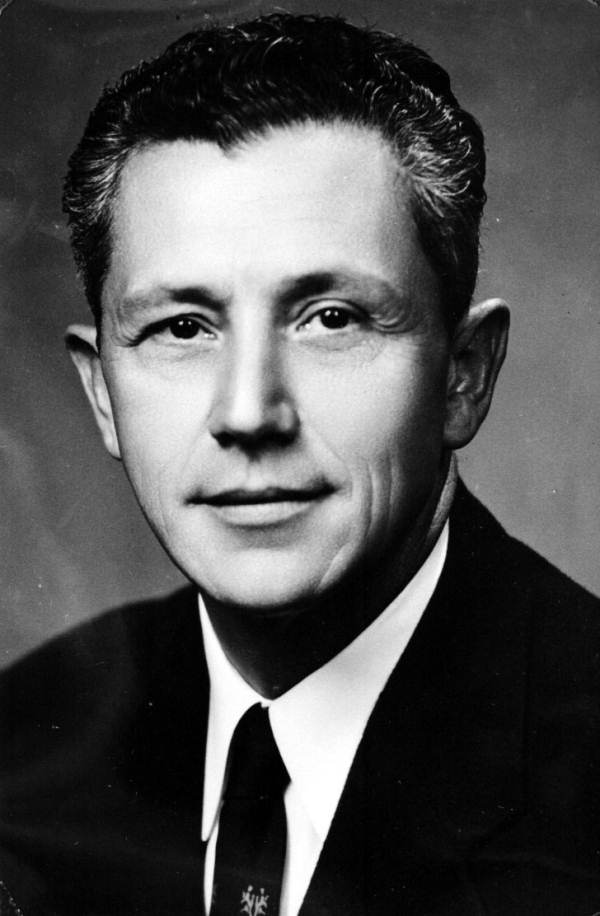
LeRoy Collins

Thomas LeRoy Collins, född 10 mars 1909 i Tallahassee, Florida, död 12 mars 1991 i Tallahassee, Florida, var en amerikansk demokratisk politiker. Han var den 33:e guvernören i delstaten Florida 1955-1961.
Collins avlade juristexamen vid Cumberland School of Law. Han gifte sig 29 juni 1932 med Mary Call Darby. Han var ledamot av Florida House of Representatives, underhuset i delstatens lagstiftande församling, 1935-1940. Han var därefter ledamot av delstatens senat 1940-1953.
Guvernör Daniel T. McCarty avled 1953 i ämbetet och efterträddes av Charley Eugene Johns. Collins vann 1954 det förtida guvernörsvalet. Han omvaldes 1956. Han efterträddes 1961 som guvernör av C. Farris Bryant.
Collins förlorade senatsvalet 1968 mot Edward J. Gurney. Motståndarsidan använde sig av ett fotografi där Collins går bredvid Martin Luther King 1965 i Selma, Alabama utan att förklara vilken roll han hade spelat i den berömda marschen. Collins hade i verkligheten inte deltagit i marschen för de svartas medborgerliga rättigheter utan hade varit en opartisk medlare i situationen, framgångsrik i sitt syfte att undvika en konfrontation mellan aktivisterna och myndigheterna i Alabama.